# ناحیه عزالدین سلیم
ناحیه عزالدین سلیم (به عربی: الهویر) یک شهر در عراق است که در استان بصره واقع شده‌است. ناحیه عزالدین سلیم ۱۳۵ کیلومتر مربع مساحت و ۱۱۰٫۰۰۰ نفر جمعیت دارد.